# Philippinische Badmintonmeisterschaft 1950
Die Philippinische Badmintonmeisterschaft 1950 fand in Manila statt. Es war die zweite Austragung der nationalen Titelkämpfe der Philippinen im Badminton.

## Titelträger
| Disziplin    | Sieger                           |
| ------------ | -------------------------------- |
| Herreneinzel | Adriano Torres                   |
| Dameneinzel  | Consuelo G. Paredes              |
| Herrendoppel | Francisco Santos Mariano Yanga   |
| Damendoppel  | Charo Oteyza Consuelo G. Paredes |
| Mixed        | Robert Fox Consuelo G. Paredes   |